# کوزیمو چیریکو
کوزیمو چیریکو (انگلیسی: Cosimo Chiricò؛ زادهٔ ۵ اکتبر ۱۹۹۱) بازیکن فوتبال اهل ایتالیا است.
از باشگاه‌هایی که در آن بازی کرده‌است می‌توان به باشگاه فوتبال آسکولی، باشگاه فوتبال پارما، باشگاه فوتبال لچه، باشگاه فوتبال فوجا، باشگاه فوتبال ویرتوس لانچانو، و باشگاه فوتبال لاتینا اشاره کرد.